# Alinde Rothenfußer
Alinde Rothenfußer (* 1940 in München) ist eine deutsche Künstlerin und Galeristin.

## Leben und Wirken
Alinde Rothenfußer wurde als Tochter von Anton Sappel, einem Sänger und Schauspieler, und Marta Sappel (geb. Römer, 1914–1987), einer Malerin, in München geboren. Ihr Vater baute nach dem Krieg den Kunstverein München wieder auf. Als Zehnjährige litt sie unter Tuberkulose, besuchte nur unregelmäßig die Schule. Seit ihrem 15. Lebensjahr arbeitete sie im Kunstverein mit. Unter Anleitung ihrer Mutter wandte sie sich früh zur Malerei zu. 1959 studierte sie Malerei bei Erich Glette und Bill Nagel in München, ab dem Jahr darauf war sie als freischaffende Malerin tätig. 1961 wurde sie Mitglied des Berufsverbandes Bildender Künste BBK. Mit 30 Jahren lässt sie sich zur Krankenschwester in der Psychiatrie ausbilden, war zehn Jahre lang als Stationsleitung in der inneren Medizin tätig und lernte dort ihren späteren Ehemann Walter Rothenfußer, einen Augenarzt, kennen.
Von 1964 bis 1969 war sie künstlerische Leiterin des Münchner Kunstvereins. 1993 gründete sie das Kunsthaus Orplid-Galerie für Gegenwartskunst, zuerst in Icking, seit 1995 in Solln. Mit ihren Kunsthäusern unterstützt sie Künstler aus der Umgebung.
Alinde Rothenfußer ist verheiratet und hat sieben Kinder.

## Ausstellungen (Auswahl)
Einzelausstellungen
- 2000 Parallel, Fotos, Kunstraum Heindl, Schäftlarn bei München[4]
- 2003 Das Geheimnis, Arbeiten auf Papier, Kunstraum Heindl[5]

Gemeinschaftsausstellungen in Kunsthaus Orplid
- 2004 Daheim – zwischen Himmel und Erde,  mit Hans Kastler
- 2005  Engel-Bilder mit Ernst Hürlimann und Cornelia von Seidlein
- 2006 Unser München mit Erika Drave und Bjarne Geiges
- 2007 Die Poesie des Alltags mit Inge Doldinger
- 2007 Fotovosionen und Stahlplastiken mit Inge Doldinger und Maja Engelbrecht
- 2007 Oktoberfest spezial
- 2007 Zur Welterwärmung mit Irma Hünerfauth, Walter Tafelmaier und Peter Zeiler
- 2008 Gute Aussichten mit Wolfgang Ramadan